# Второафонский Успенский монастырь
Успенский Второафонский Бештаугорский монастырь — мужской монастырь Пятигорской епархии Русской православной церкви. Расположен в окрестностях города Лермонтов Ставропольского края, на территории 55-го квартала Машукского лесничества, на дороге Бештауское кольцо у подножия горы Бештау.

## История
Монастырь основан монахами, приехавшими на Кавказ со Святой Горы Афон, на месте, где, по преданию, с IX века существовал древний византийский монастырь.
2/15 мая 1904 года освящено место будущего храма во имя Успения Пресвятой Богородицы Второ-Афонского Бештаугорского Свято-Успенского мужского монастыря под горой Бештау. Под строительство монастыря отведено 20 десятин из Бештаугорской лесной дачи с условием устройства при обители образцовой молочной фермы для удовлетворения нужд посетителей Вод.
28.11/11.12 1904 года освящён Успенский монастырский храм (проект гражданского инженера И.И. Байкова) Второ-Афонского Успенского общежительного монастыря у горы Бештау. В стороне устроен скотный двор с молочной фермой. Крестообразное здание состояло из храма и смежного с ним двухэтажного братского жилого корпуса.
5/18 октября 1905 года под покровительством Второ-Афонского монастыря в доме отставного полковника Д.П. Шишкова была открыта бесплатная церковная школа для 50 сирот, чьи отцы погибли на русскояпонской войне.
В ночь на 10 января 1906 года храм сильно пострадал от пожара. После пожара Д.П. Шишков пожертвовал усадьбу монастырю для устройства подворья. 19 июля 1908 года в восточной части дома - церковной школы и подворья Второ-Афонского монастыря была освящена православная церковь во имя Святого Серафима Саровского. Школа действовала до 1911 года, подворье с храмом закрыто в 1920-е годы. Ныне - жилой дом (проспект Кирова, 90).
(Пятигорск в исторических очерках…2010. - С. 247. Боглачев С.В. Архитектура старого Пятигорска…2012. - С. 209).
В 1917 году, после почисления на покой Митрополита Питирима (Окнова), местом его нахождения был определен Второафонский монастырь.
В советское время закрыт, монахи репрессированы: отправлены в ссылки, изгнаны, несколько монахов было убито. Постройки разрушены.
Возрождение монастыря началось в 1990-е годы. В строительстве приняли участие священники и прихожане храмов региона Кавказских Минеральных Вод, а также казаки. 28 августа 2001 года митрополитом Ставропольским и Владикавказским Гедеоном освящён Георгиевский храм, и монастырь начал действовать.
Первым настоятелем возрожденной обители стал архимандрит Силуан (Хараим, 1945—2011), возглавлявший монастырь в течение десяти лет.
После возрождения Пятигорской епархии настоятелем монастыря становится архиепископ Пятигорский и Черкесский Феофилакт (с 15 марта 2012 года). 27 декабря 2023 года наместником монастыря назначен иеромонах Михаил (Гичко), в связи с назначением возведённый в сан игумена 30 декабря 2023 года Настоятель и братия.
С апреля 2014 года строится главный собор обители в честь Успения Пресвятой Богородицы. Собор в византийском стиле, общая площадь составляет 500 кв. метров. Стены высотой 28 метров облицованы ракушечником и терракотовым туфом. В игуменском корпусе в 2015 освящён домовый храм в честь иконы Божией Матери «Не рыдай Мене, Мати». В декабре 2013 состоялось освящение скитского храма в честь святой великомученицы Екатерины у станицы Ессентукской.
На территории обители находятся церковно-исторический музей, пекарня и пасека. Имеется гостиница для паломников.
С 2004 года в монастыре проводится форум православной молодёжи Пятигорской епархии «Зелёный Афон», в котором в течение двух месяцев юноши и девушки совмещают изучение Православия с летним отдыхом.
Издается ежемесячная монастырская газета «Второафонский листок».
В монастыре совершаются ежедневные уставные Богослужения, читаются Псалтирь и акафисты. Обитель открыта для посещения паломниками и гостями со вторника по воскресенье с 6:00 до 18:00. Богослужения в храме обители совершаются ежедневно. Вечером, с 17:00 совершаются 9-й час, вечерня, малое повечерие. Утром, с 6:30 совершаются братское правило, утреня, часы, Божественная литургия. По вторникам, по окончании вечернего уставного богослужения, совершается чтение акафиста Иверской иконе Божией Матери; по четвергам — святителю и Чудотворцу Николаю и великомученику Георгию Победоносцу.

## Святыни
- Иконы Божией Матери, ап. Иоанна Богослова, пророчицы Анны, вмч. Параскевы Пятницы - освященные в Афонском Ильинском скиту
- Частицы мощей преподобных отцов Киево-Печерских - дар владыки Ставропольского Гедеона (Докукина).
- Ковчег с частицей мощей вмч. Пантелеимона Целителя[3]

## Известные насельники
- Архиепископ Пятигорский и Черкесский Феофилакт
- Иеросхимонах Стефан (Игнатенко)
- Митрополит Питирим (Окнов)